# Emblemasoma albicoma
Emblemasoma albicoma är en tvåvingeart som beskrevs av Henry J. Reinhard 1939. Emblemasoma albicoma ingår i släktet Emblemasoma och familjen köttflugor. Inga underarter finns listade i Catalogue of Life.